# Poul F. Joensen
Poul Frederik Joensen, általában Poul F. Joensen (Sumba, 1898. november 18. – Froðba, 1970. június 27.) feröeri költő, aki főként tiszteletet nem ismerő szatíráival keltett feltűnést.

## Élete

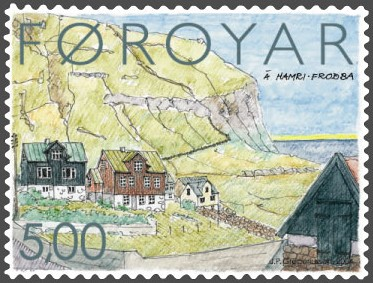
Froðba á Hamri nevű településrésze: a piros házban lakott Poul F. feleségével 1919-től haláláig

Poul Feröer legdélibb településén, Sumbában született Daniel Jacob Joensen í Hørg és Onna Sofia, szül. Langaard fiaként, akik mindketten a településről származtak. Felesége Julia Mortensen Froðbából.
1917-ben végezett Tórshavnban, a feröeri tanárképzőn, és 1919-től 1927-ig Froðbában tanított. A tanári hivatás azonban nem tetszett neki, ezért úgy döntött, hogy egyszerű emberként a saját tanyáján fog dolgozni.
Joensen szatirikus költészetében nem tett lakatot a szájára, és ezzel számos kortársa szerint túl messzire ment. Nem kímélte a különféle tekintélyeket, és különösen egyes lelki vezetők bigottságát tűzte tollhegyre. Szerelmi költészete ezzel szemben osztatlan elismerést aratott az országban. Ugyancsak nagyra becsülik a feröeri irodalom megőrzéséért végzett munkáját: több régi balladát ő írt le először.
1963-ban életművéért megkapta a Feröeri Irodalmi Díjat. Jóval halála után is számos alkalommal idézik vagy utalnak rá, mint például Eivør Pálsdóttir 2000-es bemutatkozó lemezén.
2007. január 19-én a sumbai iskolában mellszobrot állítottak neki, amelyet Giovanni Francesco Nonne olasz szobrász formált meg gipszből. június 17-én egykori froðbai háza előtt állítottak neki emlékművet.

## Művei
Poul F. Joensen verseinek némelyikét lefordították dán, svéd, német és angol nyelvre. Kötetei azonban eddig csak feröeri nyelven jelentek meg:
- 1924 Gaman og álvara (Tórshavn, 1924 - 48 old. - verseskötet)
- 1942 Millum heims og heljar (5. kiadás: Tórshavn: Einars Prent, 1985 - 126 old. - verseskötet)
- 1955 Lívsins kvæði (2. kiadás: Tórshavn: Einars Prent, 1975 - 85 old. - verseskötet)
- 1963 Seggjasøgur úr Sumba (2. kiadás: Tórshavn: Einars Prent, 1986 - 151 old. - elbeszélés)
- 1967 Ramar risti hann rúnirnar (2. kiadás: Tórshavn: Einars Prent, 1988 - 119 old. - verseskötet)

## Fordítás
- Ez a szócikk részben vagy egészben a Poul F. Joensen című német Wikipédia-szócikk ezen változatának fordításán alapul.  Az eredeti cikk szerkesztőit annak laptörténete sorolja fel. Ez a jelzés csupán a megfogalmazás eredetét és a szerzői jogokat jelzi, nem szolgál a cikkben szereplő információk forrásmegjelöléseként.